# Škrtac (Molière)
Škrtac je Molièreova komedija u pet činova inspirirana Plautovim istoimenim djelom.

## Fabula

### Prvi čin
Starac Harpagon ima dvoje djece sina Cleante i kći Elisu. Članovi druge obitelji su otac Anselme i djeca Mariane i Valere. Valere iskazuje ljubav Elise, saznajemo da se oni međusobno ljube i potajno su zaručeni. Kriju neku tajnu. Cleante otkriva sestri svoju ljubav prema Marijani, skromnoj i siromašnoj djevojci. Želi joj, kako bi joj dokazao svoju ljubav, pomoći, no ni on ni Elise nemaju novaca. Razmišljaju što da naprave. Harpagona upoznajemo kroz prizor tjeranja La Flechea iz kuće jer mu je sve sumnjivo. Sumnjičav je prema svima, pa i svojoj djeci. Osuđuje sinovljevo ponašanje jer Cleante kocka i svu zaradu troši na odijevanje. Cleante i Elise žele s njim razgovarati o ženidbi, no Harpagon ima svoju viziju bolje budućnosti: objelodanjuje da se želi oženiti Marijanom, sinu je namijenio udovicu, a kćeri Anselma. Elise se suprotstavlja ocu, no Harpagon predlaže da pitaju Valerea. Valere se ne suprotstavlja Harpagonu jer želi privući njegovu naklonost, ali neki spretan način treba pronaći da se spriječi vjenčanje. Valere se prerušava u slugu i svo vrijeme služi Harpagonu ne bi li stekao njegovu naklonost.

### Drugi čin
Zamršena situacija stvorena je posuđivanjem novca za Cleanta, a u kojoj sudjeluje sluga La Fleche i meštar Simeon - novac treba biti posuđen od Harpagona, a Cleante to ne zna. Komični su uvjeti koje Harpagon postavlja i prepoznajemo tipičan lik lihvara, bolesno škrtog čovjeka. No, Cleante ubrzo otkriva da je posuđivač Harpagon. Prizor između La Flacha i Frozine (spletkarice) najjasnije otkriva karakter Harpagona:"...nikad ne kaže: Želim vam dobar dan, nego: Posuđujem vam dobar dan!"
Harpagon s Frozine dogovara posao: ona će mu predati Marijanu kao zakonitu suprugu i posredovati kod njezine majke miraz, točnije svotu koju će godišnje uštedjeti jer je Marijana skromna. Frozine mu laska vrlo domišljato, očekujući protuuslugu, no Harpagon ju ni ne sluša.

### Treći čin
Harpagon ugovara večeru sa svojom poslugom i ponovo na površinu isplivava njegova škrtost. Desna ruka mu je pri tom Valere. Večera mora biti sita krumpirom i kestenjem kako ne bi odveć pojeli, konji leže po podu jer nemaju hrane, sluge moraju vješto skrivati mrlje i poderotine na odjelu i posluživati piće samo ako gost izričito traži. 
U posjet dolazi Mariane i Harpagon joj udvara, upoznaje ju s Elisom, dolazi i Cleante. Da bi se osvetio ocu i time prouzročio komediju, Cleante daje Mariane očev prsten s rubinom, otac poludi,a Cleante to objašnjava njegovom silnom odanošću Mariane, uz to je priredio u očevo ime i bogatu trpezu. Harpagon moli Valerea da ih drži na oku i spasi nešto poslastica te ih vrati trgovcu.

### Četvrti čin
Mariane, Cleante, Elisa i Frosine smišljaju način da odgode vjenčanje i da Marianina majka dade blagoslov Cleanteu. Slijedi sukob oca i sina, potom Jaquesova pomirba koja na staklenim nogama izvrće odgovore: smiren razgovor oca i sina i ponovo svađa oca i sina kad se otkrije nesporazum. "Proklinjem te!" viče Harpagon sinu. Le Fleche otima Harpagonovu škrinjicu.

### Peti čin
Povjerenik i pisar su pozvani da otkriju lopova. Jacques koji je kivan na Valerea optužuje ga za krađu škrinjice. Komična situacija razvija se iz nesporazuma: Valere priznaje krivicu misleći da je okriveno njegovo pravo ime, a Harpagon ga optužuje za škrinjicu. Svatko govori o svojoj ljubavi.
Svi su na sceni i klupko se odmata:  Mariane odmah otkriva da mu je sestra, Anselmo otkriva da im je otac, Cleante priznaje ocu da ima škrinjicu - no zauzvrat želi Marianu. Anselmo prihvaća sve troškove dvostrukog vjenčanja, a Harpagon ostaje neizlječiv škrtac: "A ja idem vidjeti svoju dragu škrinjicu!"